# Troilus and Cressida
Troilus and Cressida è la prima delle due opere di William Walton e debuttò nel 1954. Il libretto era di Christopher Hassall, il suo primo libretto d'opera, basato sul poema Troilo e Criseide di Geoffrey Chaucer. Walton dedicò la partitura a sua moglie Susana.

## Storia della composizione
La genesi dell'opera risale alla metà degli anni Quaranta, dopo il successo del primo grande risultato operistico di Benjamin Britten, Peter Grimes. Walton intendeva contrastare questo lavoro con un'opera tutta sua e Alice Wimbourne, all'epoca compagna di Walton, suggerì come soggetto la storia di Troilo e Cressida. Wimbourne aveva suggerito Hassell come librettista, nonostante non avesse mai scritto un libretto d'opera. Durante il corso della composizione, Walton e Hassell intrattennero una vasta corrispondenza. Walton curò dei passaggi del libretto di Hassell che riteneva inappropriati, o nel suo termine coniato, "Novelloismo". L'opera richiese sette anni per essere completata.

## Storia delle esecuzioni
L'opera debuttò alla Royal Opera House di Londra il 3 dicembre 1954 diretta da Sir Malcolm Sargent, con la regia di George Devine. Fu un successo moderato e si proposero vari fattori per cercare di capire la colpa per la prestazione poco brillante, tra questi il direttore d'orchestra che non aveva appreso a fondo la partitura in anticipo.
La prima americana ebbe luogo il 7 ottobre 1955 alla San Francisco Opera, diretta da Erich Leinsdorf, alla presenza di Walton. Il cast includeva Richard Lewis come Troilus, Dorothy Kirsten come Cressida, Giorgio Tozzi come Calkas, Carl Palangi come Antenor, Ernest McChesney come Pandarus e Frances Bible come Evadne. La prima di New York fu presentata dalla New York City Opera il 21 ottobre 1955. La Scala di Milano mise in scena l'opera nel gennaio 1956. Il Covent Garden fece rivivere il pezzo nel 1963, con Sargent di nuovo alla direzione.
La prima australiana fu nel marzo del 1964 e rappresentò un momento clou dell'Adelaide Festival, con Richard Lewis e Marie Collier e la South Australian Symphony Orchestra diretta da Joseph Post.

## Accoglienza
La critica contemporanea al libretto di Dyneley Hussey, subito dopo la prima, parlò molto bene della costruzione del libretto, ma notava anche che la trama iniziava lentamente e avrebbe potuto utilizzare un rafforzamento drammatico nell'Atto I. Altre critiche all'opera parlarono di una mancanza di sufficiente tensione drammatica e anche di Walton che ricorre all'uso ripetuto di manierismi stilistici del passato..  Nella sua recensione contemporanea dell'opera, Donald Mitchell ha notato la competenza e l'arte complessive dell'opera e allo stesso tempo il suo debito generale verso lo stile di Richard Wagner, riassumendo brevemente: "Walton ottiene il suo successo solo a scapito della sua individualità."
I difensori dell'opera notarono che al momento della prima, a metà degli anni '50, la musica in un linguaggio tonale più convenzionale, come quello di Walton, era disapprovata durante un'epoca in cui il serialismo era più dominante nella musica moderna. Lo stesso Walton in seguito commentò il destino problematico dell'opera come segue, come citato in un articolo retrospettivo del 2002: "Stavo cercando di scrivere un'opera romantica, pucciniana. Sentivo che l'opera avrebbe dovuto avere melodie da cantare. Sfortunatamente non ho mai trovato le voci che sognavo di avere."

## Revisioni
Nel 1976 Walton preparò un'edizione dell'opera per Janet Baker da cantare nella produzione del Covent Garden, abbassando la parte di Cressida di una terza minore. Walton tagliò anche la partitura. Fu pubblicata una registrazione basata su queste esecuzioni dal vivo del Covent Garden. Per una produzione del 1995 all'Opera North fu commissionata una nuova edizione, curata da Stuart Hutchinson, che ripristinò il registro del soprano ed anche la musica tagliata da Walton nel 1976. Per la sua produzione del 2008 l'Opera Theatre of Saint Louis commissionò una nuova edizione con il registro di soprano originale ed un'orchestrazione ridotta.

## Ruoli
| Ruolo                                                       | Registro vocale                                 | Cast della prima, 3 dicembre 1954 (Direttore: Sir Malcolm Sargent) |
| ----------------------------------------------------------- | ----------------------------------------------- | ------------------------------------------------------------------ |
| Cressida, Sacerdotessa troiana, figlia di Calkas            | soprano (mezzosoprano nella revisione del 1976) | Magda László                                                       |
| Troilus, Principe di Troia, figlio del re Priamo            | tenore                                          | Richard Lewis                                                      |
| Calkas, sommo sacerdote di Pallade Atena, padre di Cressida | basso                                           | Frederick Dalberg                                                  |
| Antenor, Capitano di Troia                                  | baritono                                        | Geraint Evans                                                      |
| Evadne, serva di Cressida                                   | mezzosoprano                                    | Monica Sinclair                                                    |
| Pandarus, fratello di Calkas                                | tenore                                          | Peter Pears                                                        |
| Horaste, amico di Pandarus                                  | basso                                           | Forbes Robinson                                                    |
| Diomede, Principe greco di Argo                             | baritono                                        | Otakar Kraus                                                       |

## Trama
Luogo: Troia
Periodo: Il decimo anno della Guerra di Troia

### Atto 1
Calkas annuncia al popolo che l'Oracolo di Delfi ha trasmesso segni che la Grecia prevarrà nel conflitto. I troiani rifiutano di accettare questa interpretazione dell'oracolo e sono sospettosi di Calkas. Antenore chiede prove, ma Troilus difende Calkas contro la folla. Cressida, una sacerdotessa nel tempio di Pallade Atena e figlia di Calkas, riceve poi dichiarazioni d'amore da Troilus, che lui aveva notato poco prima, ma si ritira nel tempio. Pandarus, zio di Cressida, ha ascoltato questa conversazione e offre i suoi servizi per far riuscire la storia d'amore di Troilus. Evadne porta quindi la notizia che Calkas ha disertato dalla parte greca. Pandaro trova quindi Cressida in lacrime e le dice che a lei servirebbe la protezione di un principe. Troilus arriva con la notizia che Antenor è stato catturato e che deve essere recuperato con ogni mezzo necessario. Cercano Calkas per chiedere la sua benedizione per una tale impresa, ma Calkas è assente e vanno a cercarlo. Pandaro quindi perora il caso di Troilus con Cressida e lei diventa comprensiva. Dà a Pandaro la sua sciarpa rossa da regalare a Troilus come pegno del suo affetto, e lui la invita a casa sua la sera successiva. Troilus torna al tempio, consapevole del tradimento di Calkas e riceve un primo segno di approvazione di Cressida.

### Atto 2
Scena 1: la sera successiva, a casa di Pandarus
Cressida e Horaste stanno giocando a scacchi. Mentre tutti stanno per tornare a casa, una tempesta è all'orizzonte. Pandarus convince Cressida e la sua compagnia, inclusa Evadne, a restare per la notte. Quindi invia segretamente un messaggero per portare Troilus a casa sua. Mentre Cressida sta per ritirarsi, Troilus entra in casa. Riafferma il suo amore per lei e lei ricambia. Vanno in una camera laterale e la loro scena d'amore è rappresentata dall'orchestra.
Scena 2: la mattina successiva, come nella scena 1
Troilus e Cressida stanno per separarsi. Pandarus quindi entra per dare la notizia che i soldati greci sono sul suo terreno e che Troilus deve nascondersi. Ci sarà uno scambio di prigionieri, con Cressida che va dai Greci e Antenor per essere restituito ai Troiani. Diomede entra e chiede di vedere Cressida. Pandarus nega la sua presenza, ma Diomede la scopre dietro una tenda. La sua bellezza lo colpisce subito e le ordina di prepararsi per il viaggio. Dopo che tutte le parti se ne sono andate, Troilus esce dal nascondiglio e i due amanti sono riconoscenti al destino. Troilus promette che corromperà le sentinelle per poterla incontrare e che lei dovrebbe cercarlo a un'estremità dell'accampamento greco. Restituisce la sciarpa rossa, pegno del loro amore.

### Atto 3
Il campo greco, dieci settimane dopo
Cressida non ha ancora sentito nulla da Troilus. Dice ad Evadne che attende un messaggero, ma Evadne sta segretamente distruggendo i messaggi di Troilus su ordine di Calkas. Evadne esorta Cressida ad accettare Diomede come corteggiatore, ma Cressida rifiuta seccamente. Calkas rimprovera ulteriormente Cressida per continuare a rifiutare Diomede. Diomede appare ed alla sua ennesima proposta, dopo che Cressida non ha ancora sentito nulla da Troilus, cede alle suppliche di Diomede. Diomede le chiede la sciarpa rossa come segno della sua promessa.
Compaiono poi Troilus e Pandarus con la notizia di aver disposto un riscatto per Cressida durante una tregua nelle ostilità. Cressida dice che è troppo tardi e i Greci sembrano quindi salutare Cressida, promessa sposa di Diomede. Diomede porta la sciarpa rossa, che Troilus riconosce. Troilus sostiene che Cressida è sua. Diomede chiede a Cressida di denunciare Troilus, ma lei non può. Troilus quindi sfida Diomede e si impegnano in un duello. Mentre Troilus sta per sopraffare Diomede, Calkas colpisce Troilus alla schiena. Troilus muore tra le braccia di Cressida. Diomede ordina che Troilus venga ricondotto a Troia tra gli onori, che Calkas venga riportato a Troia in catene e che Cressida rimanga con i Greci come prigioniera senza privilegi. Rimasta sola, Cressida trova la spada di Troilus e la nasconde. Quando i greci vengono a portarla via, lei giura un'ultima volta la sua lealtà a Troilus e si accoltella.

## Incisioni
- HMV SLS 997: Janet Baker, Richard Cassilly, Gerald English, Benjamin Luxon, Richard van Allan, Elizabeth Bainbridge; Coro e Orchestra della Royal Opera House, Covent Garden; Lawrence Foster, direttore (versione per mezzosoprano)[11]
- Chandos CHAN 9370: Judith Howarth, Arthur Davies, Nigel Robson, Alan Opie, Clive Bayley; Coro dell'Opera North; English Northern Philharmonia; Richard Hickox, direttore (versione per soprano)[17]